# HMS Devastation (1871)
HMS Devastation («Девастейшн», англ. опустошение, разрушение) — броненосец ВМС Великобритании, головной корабль серии из двух броненосцев. Вошёл в строй в 1871 году, выведен из боевого состава в 1902 году и через несколько лет списан.

## Постройка и оснащение
Проект «Девастейшн» (первоначально планировалось построить три броненосца данного типа, но затем это число сократили до двух) был разработан по инициативе и под руководством главного конструктора Королевского флота Э. Рида. Замысел включал весьма смелые по тем временам конструкторские решения. Корабли стали первыми в мире мореходными безрангоутными (то есть не имевшими парусной оснастки) тяжёлыми кораблями с артиллерией в башнях. Вооружение броненосцев (4 305-мм орудия, по два в двух башнях в носу и корме; эти орудия, как и все тяжёлые орудия английского флота того периода, были дульнозарядными) рассматривалось как исключительно удачное. Такая компоновка артиллерии стала, по мнению ряда экспертов, поистине революционной для того времени и послужила прототипом для схемы большинства последующих типов броненосцев не только английского флота, но и вообще в мире, хотя огневая мощь этих кораблей рассматривалась иногда как недостаточная. Броненосцы отличались весьма хорошей по тем временам защищённостью, имея полный броневой пояс толщиной 305 мм. Существенным недостатком стал слишком низкий надводный борт — всего 1,4 м, что приводило к сильному заливанию кораблей на ходу даже в умеренную погоду; такая конструкция стала следствием стремления проектировщиков прикрыть бронёй всю надводную часть борта, для чего пришлось сильно уменьшить её высоту.
«Девастейшн» был заложен на верфи в Портсмуте в ноябре 1869 года, спущен на воду в марте 1871 года. У многих специалистов существовали серьёзные опасения относительно мореходных качеств этого корабля, особенно после гибели в сентябре 1870 года броненосца «Кэптен» (обладал неудовлетворительной остойчивостью и перевернулся под воздействием шквального ветра). Поэтому к испытаниям Девастейшн руководство флота подошло с особой тщательностью. Броненосец был сразу после ввода в строй довооружён экспериментальными торпедными аппаратами калибра 406 мм.

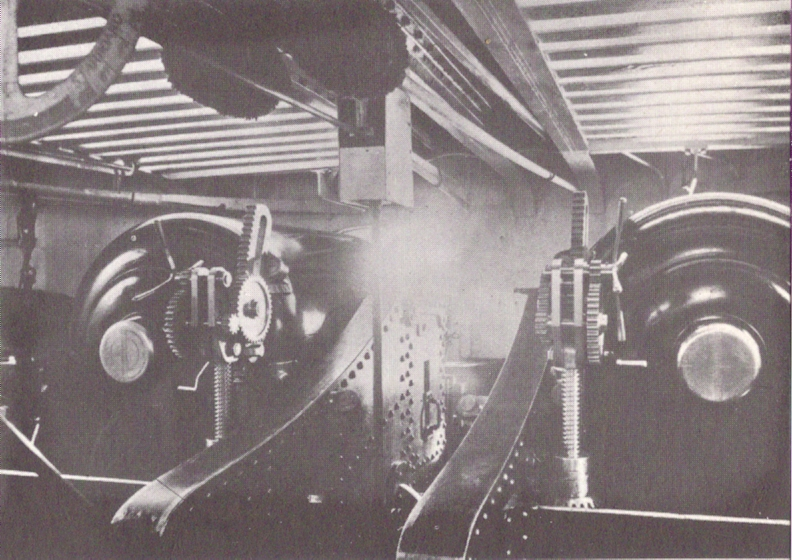
Вид изнутри башни на 305-мм орудия главного калибра «Девастейшн»

## Cлужба
Первые годы после вода в строй «Девастейшн» находился в составе Ла-Маншской эскадры, а с вступлением в строй однотипного «Тандерера» оба броненосца были переведены на Средиземное море.
В 1891-92 годах «Девастейшн» прошёл ремонт и модернизацию. Артиллерия главного калибра была заменена на 10-дюймовые (254 мм) казнозарядные орудия, стрелявшие снарядами весом 500 фунтов (227 кг). Были установлены 14 орудий вспомогательного калибра. Старые механизмы заменили паровыми машинами тройного расширения и цилиндрическими трубчатыми котлами. В 1901 году устаревший броненосец был направлен в Гибралтар в качестве корабля брандвахты, где оставался до 1902 года. В апреле того же года «Девастейшн» вернулся в воды метрополии, в Портсмут, после чего был выведен из боевого состава. Он использовался затем в качестве плавбазы, а в 1908 году был сдан на утилизацию.